# Ipotești (župa Suceava)
Ipotești je rumunská obec v župě Sučava. Žije zde přibližně 9 300 obyvatel. Obec se skládá ze tří částí.

## Části obce
- Ipotești – 6 254 obyvatel
- Lisaura – 1 534 obyvatel
- Tișăuți – 1 558 obyvatel